# Bernard ter Haar (ambtenaar)

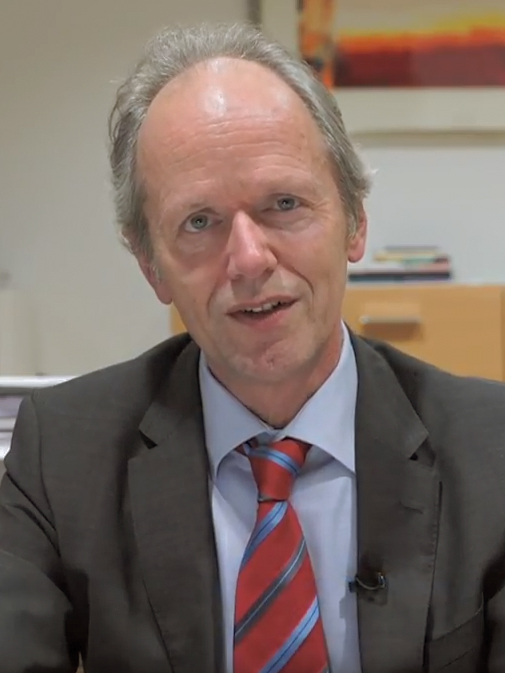
Bernard ter Haar (2017)

Bernard ter Haar (Almelo, 10 november 1955) is een Nederlandse ambtenaar. Hij is buitengewoon adviseur bij de Algemene Bestuursdienst op het ministerie van Binnenlandse Zaken en Koninkrijksrelaties. Hij was directeur-generaal Sociale Zekerheid en Integratie op het Nederlandse ministerie van Sociale Zaken en Werkgelegenheid en voormalig directeur Financiële Markten en plaatsvervangend thesaurier-generaal op het ministerie van Financiën. Vanaf 1 juli 2020 is hij consultant bij ABDTOPConsult op het ministerie van Binnenlandse Zaken en Koninkrijksrelaties.
Ter Haar is vicevoorzitter van de stichting Holland Financial Centre en sinds 2008 Officier in de Orde van Oranje-Nassau.

## Loopbaan
Na een academische loopbaan in de theoretische kernfysica (promotie in 1986) en de voltooiing van een studie economie aan de Rijksuniversiteit Groningen, werkt Bernard ter Haar sinds 1988 op het ministerie van Financiën. Tot 1996 was hij werkzaam bij de afdeling Internationale Monetaire Zaken (onderdeel van de directie Buitenlandse Financiële Betrekkingen) en vervolgens bij de directie Algemene Financiële en Economische Politiek (AFEP). In 2000 werd hij directeur van deze directie. Sinds 2012 werkt hij bij het ministerie van SZW na een periode als directeur-generaal Milieu op het ministerie van Volkshuisvesting, Ruimtelijke Ordening en Milieu. In deze hoedanigheid lanceerde hij in 2010 het idee om de hypotheekrenteaftrek te koppelen aan de energiezuinigheid van een woning.

### Kredietcrisis
Als directeur Financiële Markten was Bernard ter Haar verantwoordelijk voor beleidsontwikkeling en wetgeving gericht op een goed functioneren van de financiële sector. De directie maakt deel uit van het directoraat-generaal Generale Thesaurie, dat zich bezighoudt met het algemene financieel-economische beleid, zowel nationaal als internationaal.
Tijdens de kredietcrisis van eind 2008 was Ter Haar een van de bedenkers en mede-onderhandelaars van de Nederlandse strategie om deel te gaan nemen in banken, het ging met name om Fortis en ABN AMRO, om deze van de ondergang te redden. Ter Haar stelde voor om direct geld in de noodlijdende banken te stoppen, in plaats van slechte leningen weg te nemen van de bankbalans. Zo'n directe kapitaalinvestering zou de financiële buffer van die banken weer versterken. Ter Haar, die intensief bij de deal betrokken was, legde zijn voorstel aan minister Bos voor: de Nederlandse tak van Fortis nationaliseren om te voorkomen dat gezonde bedrijven meegezogen werden in het negatieve sentiment rond de holding. Zo geschiedde. Ter Haar werd later in verschillende media de echte 'held' van de operatie genoemd.